# Costa Blanca

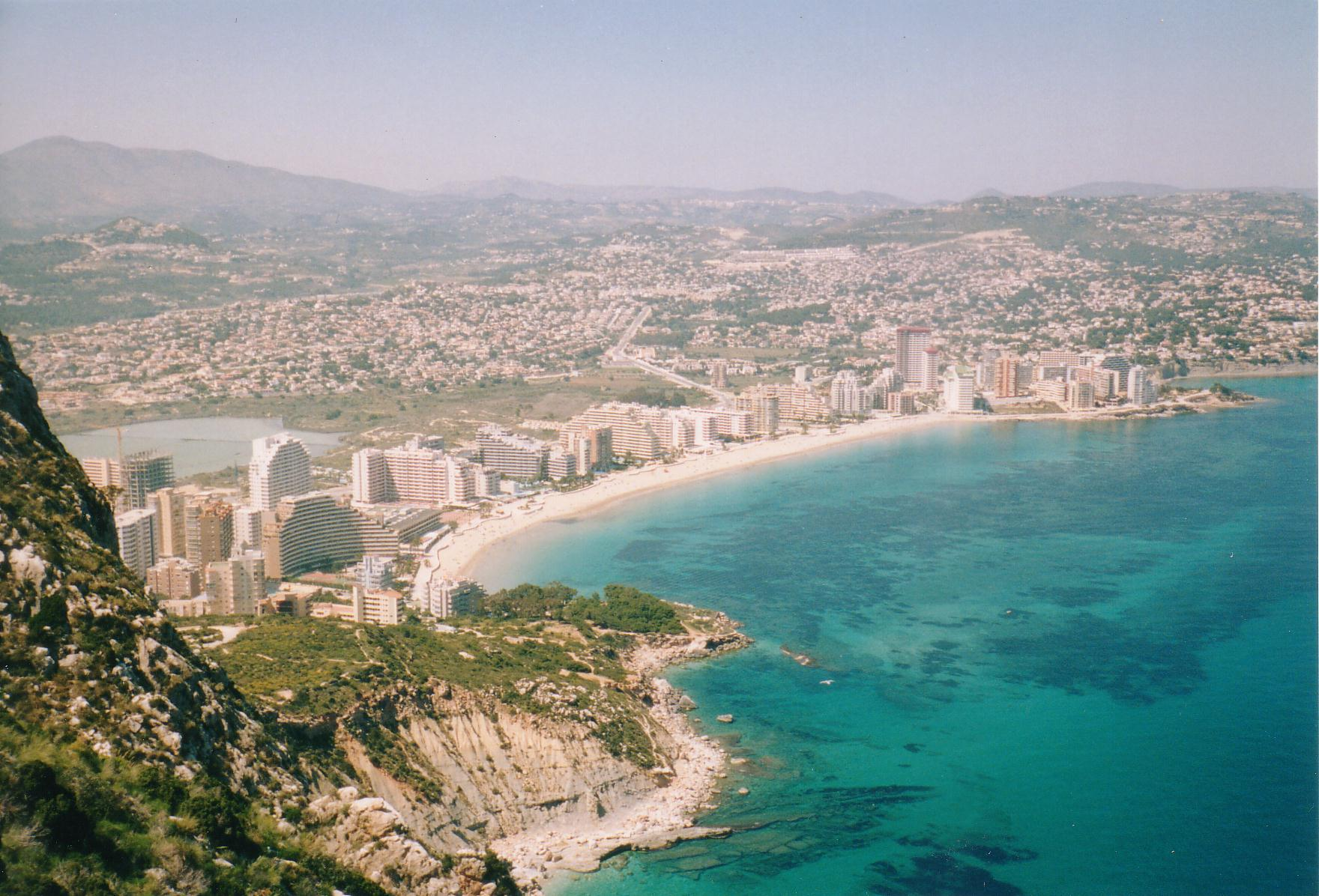
Strand i Calpe.

Costa Blanca (spanska för "Vita kusten") är ett kustområde vid Medelhavet i sydöstra Spanien. Det är beläget mellan Cabo de la Nao (norr om Alicante) och Almería-området, alternativt (en del av) kusten i Alicante-provinsen. Begreppet är främst använt inom turistnäringen.
Costa Blanca är känt för de vita kustremsorna och stränderna som gett kusten dess namn. Dessutom är regionen paellans hemtrakt och citrusfrukter från Valenciatrakten exporteras världen över. Guadalest-klippan och slingrande småvägar upp i bergen tillhör sevärdheterna.
Kända platser är bland annat Alicante, Altea-Albir, Benidorm, Calpe, Denia och Torrevieja.
På somrarna kommer många turister till kusttrakterna, ofta via charterflyg till Alicante eller Murcia.